# اینسرویل
اینسرویل (به فرانسوی: Aincreville) یک کامین در فرانسه است که در Canton of Dun-sur-Meuse واقع شده‌است.

## خصوصیات
اینسرویل ۹٫۱۱ کیلومترمربع مساحت و ۸۷ نفر جمعیت دارد و ۲۰۰ متر بالاتر از سطح دریا واقع شده‌است.